# Ocholissa bicolor
Ocholissa bicolor es una especie de coleóptero de la familia Salpingidae.

## Distribución geográfica
Habita en Sri Lanka.